# The Silent Flyer

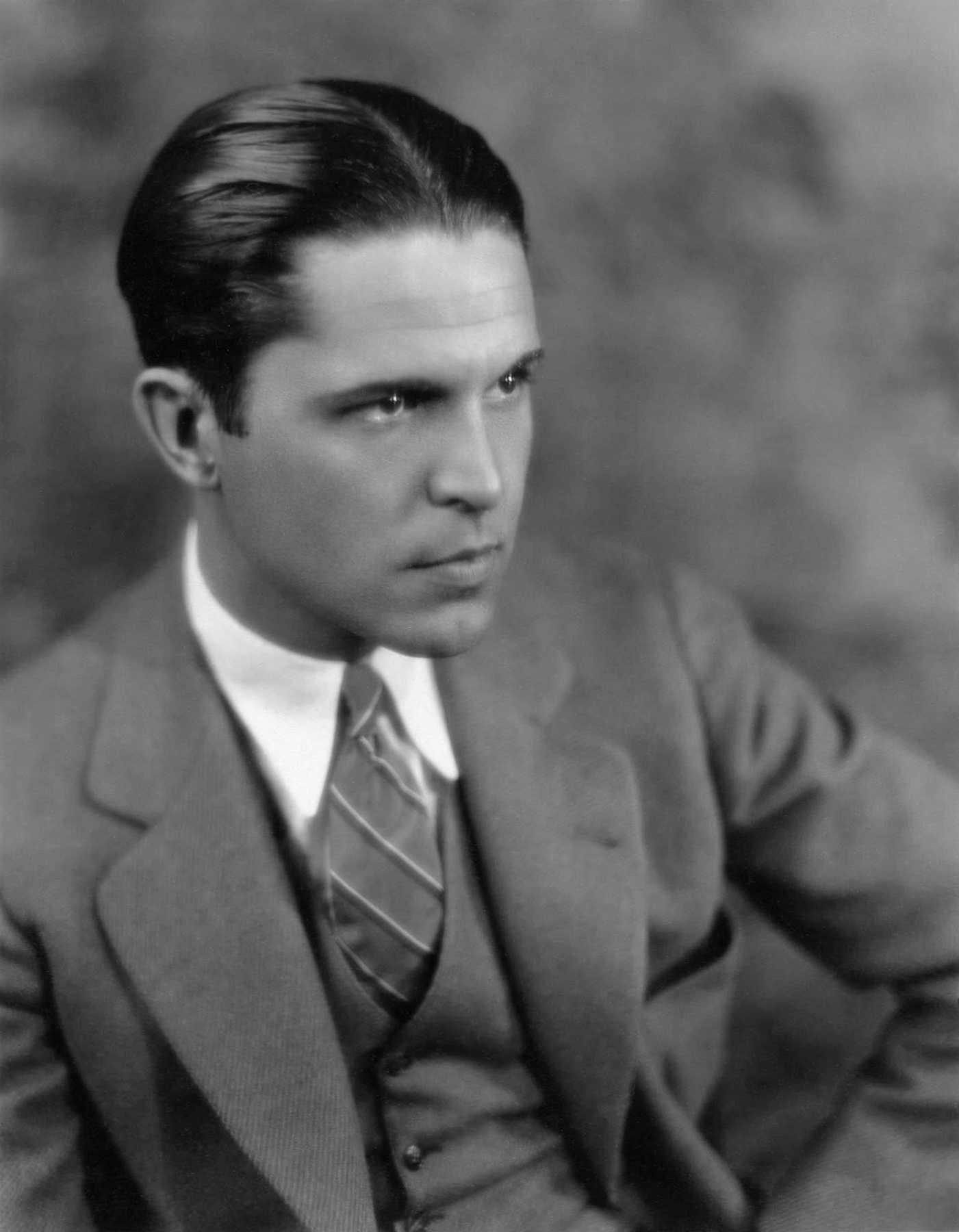
Malcolm McGregor, ator do seriado.

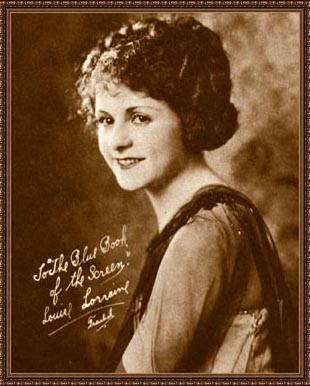
Louise Lorraine, que interpreta Helen Corliss no seriado.

The Silent Flyer (bra O Avião Silencioso), também conhecido como The Sky Skidder[carece de fontes?], foi um seriado estadunidense de 1926, no gênero aventura, dirigido por William James Craft para a Universal Pictures e estrelado por Malcolm McGregor e Louise Lorraine.
Deste seriado, considerado perdido, resta apenas um trailer no UCLA Film and Television Archive.
O primeiro episódio, lançado em 8 de novembro de 1926, chamava-se “The Jaws of Death”. Após o sucesso do seriado, Nat Levine, um dos seus produtores criou a Mascot Pictures.[carece de fontes?]

## Sinopse
Um cientista inventa um avião com motor silencioso, de grande potencial e interesse militar. Há, porém, um complô para roubar os planos, e Lloyd Darrell, um agente do serviço secreto, se disfarça como Bill Smith e secretamente se esforça para impedir tal roubo.

## Elenco
- Silver Streak – Silver Streak, um cão
- Malcolm McGregor – Lloyd Darrell ("Bill Smith")
- Louise Lorraine – Helen Corliss
- George B. Williams – John Corliss
- Albert J. Smith – Jack Hutchins
- Anders Randolf – Benjamin Darrell
- Edith Yorke – Sra. Darrell
- Arthur Morrison
- Robert Walker
- Dorothy Tallcot
- Thur Fairfax
- Hughie Mack

## Capítulos
1. The Jaws of Death
2. Dynamited
3. Waters of Death
4. The Treacherous Trail
5. The Plunge of Peril
6. The Fight of Honor
7. Under Arrest
8. Flames of Terror
9. Hurled Through Space
10. Love and Glory

Fonte: 